# Libano ai Giochi della XXX Olimpiade
Il Libano ha partecipato ai Giochi della XXX Olimpiade di Londra che si sono svolti dal 27 luglio al 12 agosto 2012. È stata la 16ª partecipazione consecutiva degli atleti libanesi ai giochi olimpici estivi, ad esclusione dell'edizione del 1956 disertata a causa della crisi di Suez.
Gli atleti della delegazione libanese sono stati 10 (3 uomini e 7 donne), in 7 discipline. Alla cerimonia di apertura la portabandiera è stata la taekwondoka Andrea Paoli, nessun portabandiera ha presenziato alla cerimonia di chiusura.
Nel corso della manifestazione il Libano non ha ottenuto alcuna medaglia.

## Atletica leggera
| Q | Qualificato al turno successivo per la posizione in qualificazione                                                           |
| q | Qualificato per il turno successivo per ripescaggio o, negli eventi su campo, conquistando la misura minima per qualificarsi |

### Maschile
Eventi di corsa su pista e strada
| Atleta      | Evento         | Batteria  | Batteria  | Semifinale      | Semifinale      | Finale          | Finale          |
| Atleta      | Evento         | Risultato | Posizione | Risultato       | Posizione       | Risultato       | Posizione       |
| ----------- | -------------- | --------- | --------- | --------------- | --------------- | --------------- | --------------- |
| Ahmad Hazer | 110 m ostacoli | 14"82     | 9°        | non qualificato | non qualificato | non qualificato | non qualificato |

### Femminile
Eventi di corsa su pista e strada
| Atleta           | Evento | Batteria  | Batteria  | Semifinale      | Semifinale      | Finale          | Finale          |
| Atleta           | Evento | Risultato | Posizione | Risultato       | Posizione       | Risultato       | Posizione       |
| ---------------- | ------ | --------- | --------- | --------------- | --------------- | --------------- | --------------- |
| Gretta Taslakian | 200 m  | 24"49     | 8ª        | non qualificata | non qualificata | non qualificata | non qualificata |

## Judo
Femminile
| Atleta        | Evento | 16-esimi                            | Ottavi               | Quarti               | Semifinali           | Ripescaggio          | Med. bronzo          | Finale               | Posizione       |
| Atleta        | Evento | Avversario Risultato                | Avversario Risultato | Avversario Risultato | Avversario Risultato | Avversario Risultato | Avversario Risultato | Avversario Risultato | Posizione       |
| ------------- | ------ | ----------------------------------- | -------------------- | -------------------- | -------------------- | -------------------- | -------------------- | -------------------- | --------------- |
| Caren Chammas | -63 kg | E. Willeboordse (NED) P (0000-1100) | non qualificata      | non qualificata      | non qualificata      | non qualificata      | non qualificata      | non qualificata      | non qualificata |

## Nuoto e sport acquatici

### Nuoto
Maschile
| Atleta          | Evento     | Batterie | Batterie   | Semifinali      | Semifinali      | Finale          | Finale          |
| Atleta          | Evento     | Tempo    | Classifica | Tempo           | Classifica      | Tempo           | Classifica      |
| --------------- | ---------- | -------- | ---------- | --------------- | --------------- | --------------- | --------------- |
| Wael Koubrousli | 100 m rana | 1'07"06  | 44º        | non qualificato | non qualificato | non qualificato | non qualificato |

Femminile
| Atleta           | Evento             | Batterie | Batterie   | Semifinali      | Semifinali      | Finale          | Finale          |
| Atleta           | Evento             | Tempo    | Classifica | Tempo           | Classifica      | Tempo           | Classifica      |
| ---------------- | ------------------ | -------- | ---------- | --------------- | --------------- | --------------- | --------------- |
| Katya Bachrouche | 800 m stile libero | 8'35"88  | 19ª        | non qualificata | non qualificata | non qualificata | non qualificata |

## Scherma
Maschile
| Atleta      | Evento               | Trentaduesimi         | Sedicesimi           | Ottavi di finale     | Quarti di finale     | Semifinali           | Finale               | Pos. |
| Atleta      | Evento               | Avversario Risultato  | Avversario Risultato | Avversario Risultato | Avversario Risultato | Avversario Risultato | Avversario Risultato | Pos. |
| ----------- | -------------------- | --------------------- | -------------------- | -------------------- | -------------------- | -------------------- | -------------------- | ---- |
| Zain Shaito | Fioretto individuale | Zhu J. (CHN) P (2-15) | non qualificato      | non qualificato      | non qualificato      | non qualificato      | non qualificato      | 33°  |

Femminile
| Atleta      | Evento               | Trentaduesimi              | Sedicesimi                     | Ottavi di finale     | Quarti di finale     | Semifinali           | Finale               | Pos. |
| Atleta      | Evento               | Avversario Risultato       | Avversario Risultato           | Avversario Risultato | Avversario Risultato | Avversario Risultato | Avversario Risultato | Pos. |
| ----------- | -------------------- | -------------------------- | ------------------------------ | -------------------- | -------------------- | -------------------- | -------------------- | ---- |
| Mona Shaito | Fioretto individuale | S. El-Gammal (EGY) V (7-6) | E. Di Francisca (ITA) P (2-15) | non qualificata      | non qualificata      | non qualificata      | non qualificata      | 17ª  |

## Taekwondo
Femminile
| Atleta       | Evento | Ottavi               | Quarti                  | Semifinale           | Ripescaggio Turno 1  | Ripescaggio Turno 2  | Finale               | Classifica      |
| Atleta       | Evento | Avversario Risultato | Avversario Risultato    | Avversario Risultato | Avversario Risultato | Avversario Risultato | Avversario Risultato | Classifica      |
| ------------ | ------ | -------------------- | ----------------------- | -------------------- | -------------------- | -------------------- | -------------------- | --------------- |
| Andrea Paoli | −57 kg | N. Muñoz (CUB) V 4-2 | Tseng L.-c. (TPE) P 2-5 | non qualificata      | non qualificata      | non qualificata      | non qualificata      | non qualificata |

## Tennis tavolo
Femminile
| Atleta                   | Evento  | Preliminari                                     | Round 1              | Round 2              | Round 3              | Round 4              | Quarti di finale     | Semifinale           | Finale               | Pos.            |
| Atleta                   | Evento  | Avversario Risultato                            | Avversario Risultato | Avversario Risultato | Avversario Risultato | Avversario Risultato | Avversario Risultato | Avversario Risultato | Avversario Risultato | Pos.            |
| ------------------------ | ------- | ----------------------------------------------- | -------------------- | -------------------- | -------------------- | -------------------- | -------------------- | -------------------- | -------------------- | --------------- |
| Tvin Carole Moumjoghlian | Singolo | S. Hanffou (CMR) P 0-4 (6-11, 4-11, 6-11, 2-11) | non qualificata      | non qualificata      | non qualificata      | non qualificata      | non qualificata      | non qualificata      | non qualificata      | non qualificata |

## Tiro a segno/volo
Femminile
| Atleta     | Evento | Qualificazione | Qualificazione | Finale          | Finale          |
| Atleta     | Evento | Punteggio      | Classifica     | Punteggio       | Classifica      |
| ---------- | ------ | -------------- | -------------- | --------------- | --------------- |
| Ray Bassil | Trap   | 64             | 18ª            | non qualificata | non qualificata |